# 男女混合教育
男女混合教育（mixed-sex education，co-education），又稱為男女校、男女合班制等，是指男女同在一个学校一起接受教育的教学安排。在混合教育成为主流之前，早年都是男女分校，绝大多数重要的高等教育机构只招收男生，女生在女子学校接受教育。

## 中国
中国古代学校，以私人兴办的私塾、书院为主，政府主导下的教育体系则是官学。学生在科举中考取名次，入朝为官，是旧式教育最高目标。男尊女卑之下，女子不能为官，不从事社会职业，被束缚于家庭之中，仅限成为家庭主妇，或从事农业生产。因此，女子的教育机会远少于男子。而在男女大防之下，仅接受家庭教育。家庭、宗族所办的私塾有些也同时招收女生。明朝李贽、清代的袁枚等人招收女弟子，为当时世俗不容。袁枚为女弟子出版诗集之举，更被批评。章学诚评价“近有无耻妄人，以风流自命，蛊惑士女”，“大江以南，名门大家闺阁，多为所诱。征刻诗稿，标榜声名，无复男女之嫌。”
鸦片战争后，中国门户开放。天主教合法化，外国基督教传教团体亦在此时进入中国。为了更好的的传教，教会创办学校，自1844年起，陆续开设多所女校。这是中国女性走出家庭，接受现代教育的肇始。1905年，广州的教会大学——岭南大学允许教职工的女儿和少数女子插入该校。至1918年，公开招收女生，男女同班授课。是中国最早实行男女同校的高等学校。
1907年，学部颁布《女子小学堂章程》、《女子师范学堂章程》，标志女子教育获得政府认可，但《女子小学堂章程》明确规定男女分校。1911年4月，《请变更初等教育方法案》规定：“初等小学儿童年龄在10岁以内，准男女同学。”，政府首次允许男女同校。
中华民国建立之初，1912年1月，中华民国临时政府颁布《普通教育暂行办法》，明确男女相同的受教育权。此后开始实行的壬子癸丑学制，同样规定女子与男子享有同等受教育权，不再局限于初等教育。1915年，湖南省教育会建议设立女子高等学校，“许女子有入大学之机会”。1917年，北京女子师范学校高等部成立，是中国内地最早的女子大学。1919年，金陵女子大学畢業了中國第一批獲得學士學位的女大學生，但是没有混合教育的公立高等学校。在此前一年，上海大同大学成为最早实行男女同校的私立大学。香港大学则是中国内地之外，最早实行男女同校的公立大学。
中国内地第一所提供混合教育的公立高等学校是南京高等师范学校。当时，陶行知——中国混合教育的倡导人，在1919年12月7日南京高等师范学校校务会议上正式提出了《规定女子旁听法案》，并建议次年正式招收女生。这个提议受到许多知名人士的反对的同时，也得到了校长郭秉文、学监主任劉伯明以及陆志韦、杨杏佛等教授的支持。这个法案最终获得通过。1920年，南京高等师范学校招生了中国最早从公立混合学府毕业的女大学生，共8位女生，由此才于1924年走出了中國第一届于混合教育高等学府的女學士。同时，任北京大学校长的蔡元培在1919年底、1920年1月两次表示，大学没有被禁止招收女生，女生报考北大，成绩合格即可录取。于是，1920年2月，北京大学出现第一个女旁听生，并在1920年秋季开始正式招收女生。1920年，允许女生旁听之初，北洋政府教育部曾告诫北京大学：“惟国立学校为社会视听所系，所有女生旁听办法，务须格外慎重，以免发生弊端，致于女学前途转兹障碍，斯为重要。”教育部在暗中查访，发现北京大学并无男女同舍寄宿之事，方才没有禁止男女同校。1922年11月，北洋政府颁布壬戌学制，采取“不分性别的单轨学制”，标志男女同校获得法律认可。此后，越来越多的中国大学实行了男女同校的教学安排。
在中国大陆，民国时期有很多的女校（包括中小学、大学），从1949年中华人民共和国成立后，几乎所有的中小学和大学都变成了混合型学府。近几年来又有少数新的女校出现。

## 香港
香港的混合學校建立於英國殖民統治時期。聖保羅男女中學（St. Paul's Co-educational College）是香港第一所混合教育中學。此校於1915年成立是名為聖保羅女書院（St. Paul's Girls' College）。第二次世界大戰完結後，與本為男校的聖保羅書院（St. Paul's College）暫時合併。後來當聖保羅書院遷回原址授課後，聖保羅女書院維持混合教学，並更名為聖保羅男女中學。

## 新加坡
新加坡的教育机构大多属混合教育学府，唯有部分的传统名校为男校或女校（例如新加坡女子中学，南洋女中，海星中学，公教中学等）。

## 英國
在英國，一些学校实行混合教育，而其他的則是純粹的男校或是女校，以前許多的單性學校在數十年之前曾經接受過相同性别的學生，比如說克利夫頓大學於1987年開始接受女生。

## 美国
美国第一个混合教育高等教育机构是俄亥俄州的奥伯林学院（Oberlin College）。女权主义者在美国内战时代大力推动男女同校，到1872年共有97所美国大学招收女生。一些学校拒绝男女教育完全合为一体，但是愿意在亲近的关联学校提供女生教育，随后类似种族隔离学校“分离但平等”原则的变体形式在美国部分地区发展起来。这种配对的例子包括位于马萨诸塞的哈佛大学的拉德克利夫学院，位于纽约的哥伦比亚大学的巴纳德学院，以及位于罗德岛的布朗大学的彭布罗克学院。许多性别分开的女子学校建立起来，著名的有七姊妹學院。其中的部分学校现在实行混合教育，如瓦萨学院，另一些则没有，如维斯理学院。
应当提及的是，许多或者多数“普通学校”，邻里、乡、村学校，在19世纪末的成立之初就实行混合教育，部分原因是小的学区没有财力为男孩和女孩提供分开教育的设施。
值得一提的是，在一个世纪多一点的时间之后的美国主流高等教育系统，美国女子获得了多数的学士学位，女生占大学本科招生人数的60%。